# Neptis tristis
Neptis tristis är en fjärilsart som beskrevs av Charles Oberthür. Neptis tristis ingår i släktet Neptis och familjen praktfjärilar. Inga underarter finns listade i Catalogue of Life.